# Clogger Beck
Der Clogger Beck ist ein Wasserlauf in Cumbria, England. Er entsteht östlich von Cartmel als Abfluss eines unbenannten Sees unter dem Namen Flow Beck. Er fließt in westlicher Richtung bis zu seiner Mündung in den River Eea am südlichen Rand von Cartmel.